# Cruziohyla calcarifer
Cruziohyla calcarifer is een kikker uit de familie Phyllomedusidae. De soort komt voor in zuidelijk Midden-Amerika en het noordwesten van Zuid-Amerika. 

## Classificatie
De soort werd lange tijd tot de familie boomkikkers (Hylidae) gerekend. De kikker werd voor het eerst wetenschappelijk beschreven door George Albert Boulenger in 1902 en het type specimen uit Ecuador bevindt zich in het Natural History Museum in Londen. Oorspronkelijk werd de wetenschappelijke naam Agalychnis calcarifer gebruikt.
Bij een studie in 2018 bleek dat Cruziohyla calcarifer in feite uit twee soorten bestond, de eigenlijke Cruziohyla calcarifer en Cruziohyla sylviae. Het voornaamste onderscheid tussen de twee soorten is de donkere markering op de buikhuid bij Cruziohyla calcarifer.

## Voorkomen
Voor de afsplitsing van Cruziohyla sylviae werd Cruziohyla calcarifer beschouwd als een algemene soort met een verspreidingsgebied dat liep van Honduras in het noorden tot Ecuador in het zuiden. Cruziohyla calcarifer blijkt echter een zeldzame soort. De boomkikker leeft op één locatie in het zuidoostelijke deel van de Caribische kust van Costa Rica, twee locaties in Panama, Colombia en de noordwestelijke provincie Esmeraldas van Ecuador. Cruziohyla calcarifer is een bewoner van laaglandregenwouden beneden 500 meter boven zeeniveau.